# Morphogenesis
Morphogenesis ist ein Jazzalbum von Steve Coleman's Natal Eclipse. Die vom 23. bis 25. September 2016 in den Systems Two Recording Studios, Brooklyn entstandenen Aufnahmen erschienen am 22. Juni 2017 auf Pi Recordings.

## Hintergrund
Steve Coleman berufe sich weiterhin auf Metaphern, die mit der menschlichen Körperlichkeit verbunden sind, genau wie er es mit seinen anatomischen Bezügen auf dem vorherigen Album getan hat, notiert Troy Dostert. Gleichzeitig werde aber auch schnell klar, dass es sich hier um ein ganz anderes Album handelt. Am auffälligsten ist, dass es auf der Platte fast kein Schlagzeug gibt – etwas, das langjährige Coleman-Fans sicherlich überraschen wird, da es nur wenige Musiker gibt, die im Laufe der Jahre mehr getan haben, um die Arbeit wirklich erstklassiger Schlagzeuger hervorzuheben, zu denen auch Marvin „Smitty“ Smith, Jeff „Tain“ Watts, Sean Rickman und Marcus Gilmore gehörten. Die unbestreitbare rhythmische Kraft im Herzen von Colemans Musik wurde nicht zuletzt durch die Präsenz von Trommeln in seiner Musik kanalisiert und verstärkt; Dennoch gibt es hier keinen nennenswerten „Schlagzeuger“ und der klassische Perkussionist Neeraj Mehta wird nur bei fünf der neun Tracks sehr sparsam eingesetzt.

## Titelliste
- Steve Coleman's Natal Eclipse: Morphogenesis (Pi Recordings PI69)[2]

1. Inside Game 9:35
2. Pull Counter 5:18
3. Roll Under and Angles 4:31
4. NOH 4:39
5. Morphing 14:08
6. Shoulder Roll 5:10
7. SPAN 3:45
8. Dancing and Jabbing 6:58
9. Horda 6:30

Die Kompositionen stammen von Steve Coleman.

## Rezeption

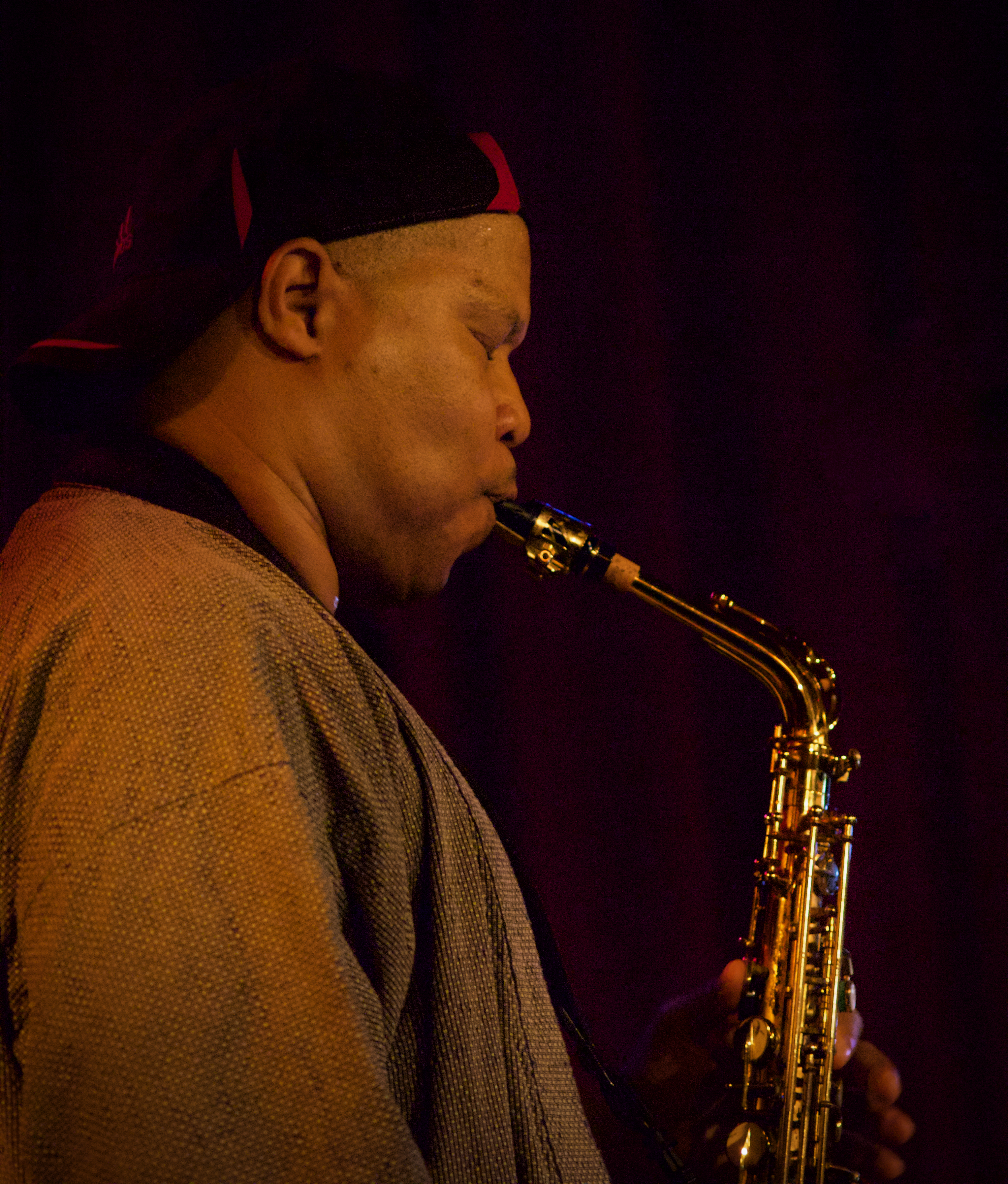
Steve Coleman (2010)

Nach Ansicht von Troy Dostert, der das Album in All About Jazz rezensierte, erreicht Morphogenesis möglicherweise nicht ganz das Niveau von Colemans bester Musik, und einigen Zuhörern dürfte es möglicherweise schwerfallen, über die begrenzte Percussion hinwegzukommen – aber jede Veröffentlichung Steve Colemans sei sorgfältige Aufmerksamkeit und geduldiges Engagement wert, und dies sei hier keine Ausnahme. Auch wenn es sich immer noch um ein rhythmisch starkes Album handelt – es sei in der Tat kaum vorstellbar, dass Coleman Musik machen würde, der eine grundlegende rhythmische Komponente fehlt –, werde dieses Element nun hauptsächlich durch die messerscharfe Bassarbeit von Greg Chudzik und das Ensemble selbst geschaffen. Die charakteristische synkopierte Phrasierung und unzählige überlappende Linien würden dafür sorgen, dass die Musik auch ohne Schlagzeug Schwung und Vorwärtsdrang erhalte. Das Ergebnis sei eine bemerkenswert dichte und anspruchsvolle Musik, wie man es von Coleman erwartet, die aber vom Zuhörer mehr Auseinandersetzung mit ihr verlangt. Die fesselnde Zugänglichkeit, die selbst die esoterischsten früheren Werke Colemans auszeichnet, sei hier weniger ausgeprägt.
In gewisser Weise setze Morphogenesis das in größerer Besetzung entstandene Album Synovial Joints fort, meint Dostert: Obwohl es sich um ein kleineres neunköpfiges Ensemble handelt, hatten fast alle dieser Musiker bereits mit Coleman am Vorgängeralbum zusammengearbeitet; zudem liege ein ähnlicher Schwerpunkt auf der Art der Instrumentierung, die klassisch beeinflusste strukturelle Möglichkeiten eröffne: Besonders hervorzuheben seien Kristin Lee an der Violine und Rane Moore an der Klarinette.
Ähnlich wie in der Titelsuite von Synovial Joints (Pi Recordings, 2015) würden die Bewegungen des menschlichen Körpers eine bedeutende Rolle bei der Morphogenese spielen, schrieb Karl Ackermann (All About Jazz). Während sich die Suite „Synovial Joints“ in ihren vier Teilen auf die Korrelation verschiedener menschlicher Bewegungen vom Kopf bis zur Hüfte konzentrierte, beziehen sich die Kompositionen „Inside Game“, „Pull Counter“, „Roll Under and Angles“, „Shoulder Roll“ und „Dancing and Jabbing“ auf Bewegungen im Boxsport. Doch ohne eine Lektüre der Liner Notes wäre dies nicht offensichtlich. Was jedoch klar werde, sei die Anmutung von Fluidität und Fluss. Insofern seien es faszinierende Kompositionen, auch ohne sich des beabsichtigten Kontextes bewusst zu sein.
Auf Morphogenesis seien viele Effekte am Werk, vom bluesigen Anfang von „Roll Over…“ bis zu den ausgeprägteren afrikanischen Akzenten von „NOH“. Was wie ein Bewusstseinsstrom erscheine, sei oft täuschend gut strukturiert und erfülle Colemans Vision, spontane Ideen aufzugreifen und sie in eine andere musikalische Sprache zu integrieren. Die Musik, die natürlich zu fließen scheint, sei tatsächlich eine ziemliche Herausforderung.